# DJ Shadow
DJ Shadow, vlastním jménem Joshua Paul Davis (* 29. června 1972) je americký diskžokej, hudební producent a hudební skladatel. Narodil se ve městě San José a již na střední škole začal experimentovat s hudbou. Své první album nazvané Endtroducing..... vydal v roce 1996, později následovala řada dalších. V roce 1999 složil hudbu k filmu Wisconsin Death Trip. Během své kariéry spolupracoval s mnoha dalšími hudebníky, mezi které patří například Cut Chemist a Thom Yorke.

## Diskografie
- Endtroducing..... (1996)
- The Private Press (2002)
- The Outsider (2006)
- The Less You Know, the Better (2011)
- The Mountain Will Fall (2016)
- Our Pathetic Age (2019)